# ロマン・トーレス
ロマン・アウレリアーノ・トーレス・モルシージョ（Román Aureliano Torres Morcillo 、1986年3月20日 - ）は、パナマ・パナマ市出身のサッカー選手。サッカーパナマ代表。ポジションはDF。

## 経歴

### クラブ
チェポFCでデビューし、主に母国パナマやコロンビアのクラブを渡り歩いた。アトレティコ・ジュニオールに在籍していた2010年にはイングランドの数クラブから関心が寄せられていると報じられたが、移籍は実現しなかった。2011-12シーズン冬の移籍市場ではノッティンガム・フォレストFCが獲得に動いていると報じられたが、同様に実現しなかった。
2015年8月、シアトル・サウンダーズFCに移籍。

### 代表
各年代を通じてパナマ代表の中心選手として活躍。ユース年代では、2005年にワールドユース選手権に参加した。
2005 CONCACAFゴールドカップの南アフリカ戦でフル代表デビュー。以来、ワールドカップ予選やゴールドカップ、コパ・セントロアメリカーナなど通算100試合以上に出場している。2015 CONCACAFゴールドカップではキャプテンを務めた。
2017年10月10日、2018 FIFAワールドカップ出場権をかけたコスタリカ戦で88分に決勝ゴールを決め、トリニダード・トバゴに敗れたアメリカをかわして悲願のワールドカップ出場権獲得を果たした。本戦メンバーにも登録され、その際の体重99kgは大会に出場する全選手の中で最も重い(最軽量は乾貴士)。

## 代表歴
- U-20パナマ代表

2005 FIFAワールドユース選手権
- パナマ代表

2005 CONCACAFゴールドカップ
2006 FIFAワールドカップ・北中米カリブ海予選
2007 CONCACAFゴールドカップ
コパ・セントロアメリカーナ2009
2009 CONCACAFゴールドカップ
2010 FIFAワールドカップ・北中米カリブ海予選
2011 CONCACAFゴールドカップ
2013 CONCACAFゴールドカップ
コパ・セントロアメリカーナ2014
2014 FIFAワールドカップ・北中米カリブ海予選
2015 CONCACAFゴールドカップ
2018 FIFAワールドカップ・北中米カリブ海予選

### 試合数
- 国際Aマッチ 121試合 10得点（2005年-2019年）[9]

| パナマ代表 | 国際Aマッチ | 国際Aマッチ |
| 年         | 出場        | 得点        |
| ---------- | ----------- | ----------- |
| 2005       | 4           | 0           |
| 2006       | 2           | 0           |
| 2007       | 13          | 0           |
| 2008       | 5           | 0           |
| 2009       | 7           | 0           |
| 2010       | 8           | 1           |
| 2011       | 13          | 0           |
| 2012       | 8           | 0           |
| 2013       | 19          | 2           |
| 2014       | 8           | 2           |
| 2015       | 12          | 3           |
| 2016       | 2           | 0           |
| 2017       | 7           | 2           |
| 2018       | 7           | 0           |
| 2019       | 6           | 0           |
| 通算       | 121         | 10          |

### 得点
2017年10月10日現在
| No  | 開催日         | 開催地                         | 対戦国               | スコア | 最終結果 | 試合概要                                    |
| --- | -------------- | ------------------------------ | -------------------- | ------ | -------- | ------------------------------------------- |
| 1.  | 2010年3月3日   | バルキシメト, ベネズエラ       | ベネズエラ           | 1–0    | 2–1      | 親善試合                                    |
| 2.  | 2013年2月6日   | パナマ市, パナマ               | コスタリカ           | 2–0    | 2–2      | 2014 FIFAワールドカップ・北中米カリブ海予選 |
| 3.  | 2013年7月24日  | アーリントン, アメリカ合衆国   | メキシコ             | 2–1    | 2–1      | 2013 CONCACAFゴールドカップ                 |
| 4.  | 2014年9月10日  | ヒューストン, アメリカ合衆国   | ニカラグア           | 2–0    | 2–0      | コパ・セントロアメリカーナ2014              |
| 5.  | 2014年9月13日  | ロサンゼルス, アメリカ合衆国   | エルサルバドル       | 1–0    | 1–0      | コパ・セントロアメリカーナ2014              |
| 6.  | 2015年3月27日  | クーヴァ, トリニダード・トバゴ | トリニダード・トバゴ | 1–0    | 1–0      | 親善試合                                    |
| 7.  | 2015年6月3日   | パナマ市, パナマ               | エクアドル           | 1–1    | 1–1      | 親善試合                                    |
| 8.  | 2015年7月22日  | アトランタ, アメリカ合衆国     | メキシコ             | 1–0    | 1–2      | 2015 CONCACAFゴールドカップ                 |
| 9.  | 2017年6月13日  | パナマ市, パナマ               | ホンジュラス         | 2–2    | 2–2      | 2018 FIFAワールドカップ・北中米カリブ海予選 |
| 10. | 2017年10月10日 | パナマ市, パナマ               | コスタリカ           | 2–1    | 2–1      | 2018 FIFAワールドカップ・北中米カリブ海予選 |

## タイトル

### クラブ
チェポ
- コパ・ロンメル・フェルナンデス: 2003

サンフランシスコ
- リーガ・パナメーニャ (2): 2005クラウスーラ, 2006アペルトゥーラ

ラ・エキダ
- コパ・コロンビア: 2008

アトレティコ・ジュニオール
- カテゴリア・プリメーラA: 2010アペルトゥーラ

アトレティコ・ナシオナル
- カテゴリア・プリメーラA: 2011アペルトゥーラ

ミジョナリオス
- カテゴリア・プリメーラA: 2012

シアトル・サウンダース
- MLSカップ: 2016

### 代表
- コパ・セントロアメリカーナ（1）: 2009